# نورمان وثر إدسون
نورمان وثر إدسون (بالإنجليزية: Norman Edson)‏ هو عالم نيوزيلندي، ولد في 1 مارس 1904، وتوفي في 12 مايو 1970.